# Electro Hippies
Electro Hippies war eine Crust-Punk-/Thrashcore-Band aus Nordengland.

## Geschichte
Die Band gründete sich 1985. Ihre Mitglieder kamen aus den beiden nordenglischen Städten St. Helens und Wigan. Obwohl sie nicht sehr lange existierte, beeinflusste ihre Musik etliche spätere Crust-, Hardcore- und Grindcore-Bands. Sie war vor allem bekannt durch den Sänger Jeff Walker, der Anfang 1987 zur Band Carcass wechselte. 1989 wurde zusammen mit Napalm Death für den Grindcrusher-Sampler die kürzeste Single der Welt mit rund drei Sekunden Spielzeit aufgenommen, die dafür ins Guinness-Buch der Rekorde aufgenommen wurde; die A-Seite enthielt den Napalm-Death-Titel You Suffer, der mit einer Spieldauer von 1,316 Sekunden als das kürzeste je aufgenommene Musikstück ebenfalls im Guinness-Buch geführt wird.

## Stil
AllMusic bezeichnete die Musik des Albums The Only Good Punk Is a Dead One als „exzentrischen, schwer einzuordnenden, politischen Crossover aus Punk und Metal mit merkwürdigem, kläffenden Gesang“. Die Musik steigere sich manchmal in eine Art Proto-Grindcore hinein, manchmal erinnere sie an klassischen Heavy Metal.

## Diskografie
- 1986: Play Fast Or Die (Split-Album mit Generic, Flat Earth)
- 1987: The Only Good Punk… Is A Dead One (Peaceville Records)
- 1987: The Peel Sessions (EP, Strange Fruit Records)
- 1989: Live (Livealbum, Peaceville Records)
- 1989: Play Fast Or Die (EP, Necrosis Records)
- 1989: You Suffer / Mega Armageddon Death Pt. 3 (Split-Single mit Napalm Death, Earache Records)
- 1989: The Peaceville Recordings (Kompilation, Peaceville Records)